# Coteaux-et-terrasses-de-montauban
Le coteaux-et-terrasses-de-montauban, appelé vin de pays des coteaux et terrasses de Montauban jusqu'en 2009, est un vin français d'indication géographique protégée (le nouveau nom des vins de pays) de zone, produit dans le département de Tarn-et-Garonne, autour de la ville de Montauban.

## Situation géographique
Pour avoir droit à la dénomination  les vins doivent être issus de vendanges récoltées dans les communes suivantes : Montauban, Léojac, Lamothe-Capdeville, Albias, Nègrepelisse, Saint-Etienne-de-Tulmont, Génébrières, La Salvetat-Belmontet, Reyniès, Villebrumier, Varennes, Verlhac-Tescou, Saint-Nauphary et Corbarieu.

## Encépagement
Les cépages autorisés sont : gamay, merlot, syrah, cabernet franc, cabernet-sauvignon, tannat, chardonnay, muscadelle, sauvignon, sémillon, ugni blanc, gamay de Bouze, gamay teinturier de Chaudenay.

## Méthodes culturales
La densité de plantation doit être au minimum de 3 300 pieds à l'hectare. Le rendement est fixé à 80 hectolitres à l'hectare et ne doit pas dépasser 95 hectolitres à l'hectare.

## Sources